# Сверциевые
Сверциевые — подтриба двудольных растений трибы Горечавковые (Gentianeae) семейства Горечавковые (Gentianaceae).

## Роды
- Bartonia Muhl. ex Willd. — Бартония
- Comastoma (Wettst.) Toyok. — Хохлатоустка, или Комастома
- Frasera Walter — Фразера
- Gentianella Moench — Горечавочка
- Gentianopsis Ma — Горечавник, или Горечавочник
- Halenia Borkh. — Галения
- Jaeschkea Kurz
- Latouchea Franch.
- Lomatogonium A.Braun — Ломатогониум
- Megacodon (Hemsl.) Harry Sm. — Мегакодон
- Obolaria L. — Оболария
- Pterygocalyx Maxim.
- Swertia L. — Сверция
- Veratrilla (Baill.) Franch.